# Elsa Conrad
Elsa Conrad, nata Rosenberg, nota anche con lo pseudonimo di Igel (Berlino, 9 maggio 1887 – Hanau, 19 febbraio 1963), è stata un'imprenditrice tedesca, una delle figure di spicco della scena lesbica dell'epoca. Negli anni '20, gestì uno dei club lesbici più famosi di Berlino, il "Monbijou des Westens". Fu perseguitata dal regime nazista perché per metà ebrea oltre che lesbica.

## Biografia
Elsa Rosenberg nacque ebrea da parte di madre, Bertha Rosenberg (1861-1940), mentre non si conosce nulla di suo padre se non che non fosse ebreo. Nel 1910 sposò Wilhelm Conrad, matrimonio che terminò nel 1931 e possiamo ipotizzare che si trattasse di un matrimonio di convenienza.
Alla fine della prima guerra mondiale, con la nascita della Repubblica di Weimar, si presentò l'opportunità di aprire dei locali a tema lesbico. Elsa riuscì brillantemente a far fiorire questi spazi, aiutata senza dubbio dal percorso seguito nel settore della vendita al dettaglio. Nel 1921 diresse il Verona-Diele in Wilmersdofer Strasse 77; dopo la chiusura di questo spazio nel 1925, intensificò la sua gestione di vari bar per lesbiche. Quindi gestì uno dei club lesbici più famosi di Berlino, il Monbijou des Westens con la sua compagna Mali Rothaug: fu un club privato visitabile solo su raccomandazione, contò quasi 600 membri e fu frequentato principalmente da donne del mondo artistico o accademico.
In Germania, l'ascesa al potere del regime nazista nel 1933 portò a una campagna di repressione anti-omosessuale e alla fine di questo periodo di relativa libertà, cosa che aveva permesso lo sviluppo di una sottocultura lesbica: la vita associativa e sociale omosessuale e lesbica scompare in poche settimane.
Il 5 ottobre 1935 fu arrestata per "insulto al Reich" e imprigionata per 15 mesi a Berlino. Uscita di prigione nel 1937, fu trasferita a Moringen, il primo campo di concentramento femminile in Prussia: tra gli internati in questo campo, trovò prigionieri politici ma anche donne ebree, testimoni di Geova e "antisociali" (termini usati per identificare prostitute e lesbiche). La Gestapo ricevette le informazioni sulle sue relazioni lesbiche, oltre al fatto che lei era per metà ebrea e quindi dovette scegliere tra rimanere imprigionata in Germania o andare all'estero.
Partì per Nairobi nel novembre 1938 e non tornò in Germania fino al 1961. Morì il 19 febbraio 1963 ad Hanau, in Germania.

## Storiografia
A Berlino non c'è traccia del club Mali und Ingel. La storia di Elsa Conrad e Mali Rothaug, entrambe perseguitate e costrette a fuggire, è stata completamente quasi dimenticata.